# Vegamolinos
Vegamolinos (oficialmente y en gallego: Veigamuíños) es un lugar situado en la parroquia de Veigamuiños, del municipio de El Barco de Valdeorras, en la provincia de Orense, Galicia, España. Está compuesto por cinco barrios: O Patal, Buraco, Piñeiro, Tremiñá e a Carballeira.
Cada verano, en el mes de julio, tiene lugar en el barrio de Tremiñá un mercado medieval al que acuden muchos vecinos de la comarca de O Barco y alrededores, así como peregrinos que realizan en camino de invierno De Santiago.
En nombre de Veigamuiños tiene lugar por la gran afluencia de molinos hidráulicos que había en la zona, alguno de ellos ha sido restaurado y se puede ver.
Por este pueblo pasa el río Mariñán.